# Seguici Tradicional de Vila-seca
El Seguici Tradicional de Vila-seca el forma el conjunt d'elements festius que participen en les cercaviles de Festa Major d'aquest municipi del Tarragonès. Surt al carrer principalment dos dies l'any, amb motiu de la Festa Major de Sant Antoni (a l'entorn de la data de Sant Antoni Abat, 17 de gener) i amb motiu de la Festa Major d'Estiu de Vila-seca (a l'entorn de la data de 3 d'agost, Invenció del Cos de Sant Esteve).
Existeixen nombroses referències de l'actuació d'elements que actualment conformen el Seguici vila-secà ja en el s.XIX, i d'altres que el conformarien actualment en el cas d'haver perdurat com a elements propis de la ciutat. En són exemples el Ball d'en Serrallonga, el Ball de la Rosaura o el Ball de Diables. La primera aparició del Seguici Tradicional de Vila-seca en el format festiu actual es donà en la Festa Major de Sant Antoni de l'any 2008. De fet, el Seguici només actuà a Vila-seca en el marc d'aquesta Festa Major, la principal de Vila-seca, fins a l'any 2016, en què feu la seva primera aparició en la Festa Major d'Estiu, a l'entorn del 3 d'agost. Des d'aleshores, el Seguici Tradicional actua en dues ocasions cada any, una amb motiu de cada Festa Major local.

## Context històric
Les manifestacions festives tradicionals, a la Catalunya Nova, formen part del seguici, que seria el conjunt de persones que acompanyen algú per honorar-lo, i que va al davant de la corporació municipal quan va o torna dels oficis religiosos, o que encapçala la professó. L'actuació de figures i grups festius a la plaça individual o conjuntament són moments d'especial intensitat en el ritual de la festa. En els últims anys del segle xx, el Seguici ha esdevingut un dels protagonistes de les festes majors de Catalunya.
El seguici popular és l'element definidor de l'apartat patrimonial de les celebracions populars i tradicionals del cicle del Corpus Christi i de les Festes Majors als Països Catalans.
El Seguici Popular és integrat pel conjunt de danses, imatgeria festiva, personatges bíblics, figures hagiogràfiques, roques, entremesos, representacions al·legòriques, balls parlats i músics populars, que protagonitzen alguns dels actes més patrimonials d'aquestes festes. Els elements que actualment l'integren varien segons la població. Esmentem, però, com a molt comuns el ball de diables, els gegants, els nans, el drac, el ball de bastons, el Ball d'en Serrallonga, el bou, la víbria, el basilisc, l'àliga, la mulassa o mula guita, la cucafera, el lleó, les trampes, l'entremès dels cavallets, els tornejants, el Ball de Sant Ferriol, el Ball de Gitanes, el Ball de Pastorets, el Ball de Cercolets, el Ball dels Valencians, el Ball dels cossiers, el Ball de Panderos, el Ball de Panderetes, el Ball de Figuetaires, el Ball del Patatuf, el Ball Pla, el Ball de Dames i Vells, el Ball de Malcasats, els Set Pecats Capitals, la Moixiganga o Muixeranga, els grallers i timbalers, els flabiolaires, les mitges cobles o cobles de tres quartans, els ministrers i les bandes de música.
Va iniciar la seva configuració en la baixa edat mitjana i ha pervingut fins a l'actualitat, amb especial incidència en el model festiu del Camp de Tarragona i de l'antic Penedès –Festa Major de Sant Bartomeu a Sitges, Festa Major de la Mare de Déu de les Neus a Vilanova i la Geltrú, Festa Major de Santa Anna al Vendrell, Festes de Santa Tecla a Tarragona, Festes Decennals de la Mare de Déu de la Candela de Valls, Festa Major de Reus i Festa Major de Sant Fèlix a Vilafranca del Penedès–, però també en altres celebracions molt patrimonialitzades, com la Patum de Berga, les festes del Corpus i de la Mare de Déu del Claustre de Solsona, les Festes del Tura a Olot, el Corpus a la ciutat de València i les Festes de la Mare de Déu de la Salut d'Algemesí.
El Seguici és un acompanyament però també un espai de participació en la festa. Els seguicis no eren només una desfilada de danses i elements festius que se situaven en ordre arbitrari sinó que eren una mostra de les societats locals, on cada estament social ocupava el lloc que li pertocava. Com diuen Palomar i Flores: "No es pot entendre el seguici modern sense pensar en una societat fortament estamental, en què tothom tenia un lloc dins del grup dels eclesiàstics, dels nobles o del poble. I, dins de les classes populars, cadascú es trobava enquadrat dins d'una de les confraries d'ofici, més endavant anomenades gremis". Quan van desaparèixer els gremis al segon terç del segle xix, va quedar només la dimensió festiva, reduïda quasi exclusivament als elements del municipi.